# 三重北農業協同組合
三重北農業協同組合（みえきたのうぎょうきょうどうくみあい、通称:JAみえきた）は、三重県四日市市に本店を置く三重県最北の農業協同組合。2013年（平成25年）4月1日、旧・三重四日市、桑名、みえいなべ、三重長島の4農協が合併し発足。管轄は四日市市、桑名市、いなべ市、員弁郡東員町、桑名郡木曽岬町、三重郡朝日町 、川越町、菰野町。

## 概要
代表者
- 萩 隆（代表理事組合長）

組合員数
- 51,568人（2016年（平成28年）4月1日現在）

## 沿革
- 2013年（平成25年）4月 - 三重四日市農業協同組合、桑名農業協同組合、みえいなべ農業協同組合、三重長島農業協同組合が合併し発足。

## 本店
監査部
- 監査課

企画部
- 経営企画課
- リスク管理課
- 審査課
- 広報課

総務部
- 総務課
- 経理課
- 電算課

人事部
- 人事課
- 教育研修課

金融部
- 金融推進課
- 貯金為替課

融資運用部
- 融資課
- 資金運用課
- 融資管理課

共済部
- 共済普及課
- 共済保全課
- 事故サービスセンター

営農部
- 米穀課
- 園芸畜産課
- 営農指導課
- 農機センター
- 担い手支援課

生活部
- 直販課
- 生活課
- ふれあい課
- 資産管理課
- 地産特販課

## 支店

### 四日市市
- 三重支店
- 大矢知支店
- 下野支店
- 八郷支店
- 海蔵支店
- 羽津支店
- 朝明支店
- 川島支店
- 神前支店
- 桜支店
- 県支店
- 保々支店
- 河原田支店
- 水沢支店
- 四郷支店
- 内部支店
- 日永支店
- 小山田支店
- 常磐支店
- 尾平支店
- 北楠支店
- 南楠支店
- 塩浜支店

### 桑名市
- 深谷支店
- 播磨支店
- 桑名支店
- 在良支店
- 七和支店
- 久米支店
- 桑部支店
- 城南支店
- 多度支店
- 伊曽島支店
- 長島支店

### いなべ市
- 白瀬支店
- 立田店
- 中里支店
- 阿下喜支店
- 治田支店
- 十社支店
- 山郷支店
- 員弁支店
- 石榑支店
- 梅戸井支店

### 東員町
- 神田支店
- 三和支店

### 木曽岬町
- 木曽岬支店

### 菰野町
- 朝上支店
- 竹永支店
- 千種支店
- 鵜川原支店
- 菰野支店

### 朝日町
- 朝日支店

### 川越町
- 川越支店

## 給油所

### 桑名市
- 桑名SS
- 多度SS
- 長島SS

### いなべ市
- 白瀬SS
- 治田SS
- 山郷SS

### 木曽岬町
- 木曽岬SS